# 好好證券
好好證券股份有限公司（英語：How Securities Inc.），簡稱為「好好證券」，是台灣一家金融科技網路券商。
該公司於金融科技創新園區運營。在經歷了金融監理的18個月沙盒可行性驗證後，於2021年9月獲得金管會的核准。該公司是依據金融科技創新實驗法所設立的證券經紀商。

## 歷史
- 2016年3月，由前UBS(瑞士銀行)副總裁楊少銘、前MFG(麥格理證券)總經理張博淇共同創辦。[3]
- 2019年9月，經金管科字第1080111451號函，核准「弱中心化共同基金交易平台」金融監理沙盒實驗案。[4]
- 2021年6月，金管會完成修法，好好投資申請改制為證券商，並改名為「好好證券」。[5]
- 2021年8月，金管會核准與全支付電子支付股份有限公司合作辦理「開戶身分確認與款項收付」業務試辦。[6]

## 外部連結
- 好好證券官網 （页面存档备份，存于）